# Konzervacija i restauracija pompejskih fresaka
Konzervacija i restauracija pompejskih fresaka opisuje aktivnosti, metode i tehnike koje su se povijesno koristile i trenutno se koriste za brigu o očuvanim ostacima fresaka s arheološkog nalazišta Pompeji u Italiji. Drevni grad Pompeji poznat je po svojoj propasti 79. godine nakon što je kobna erupcija Vezuva izbrisala stanovništvo i zatrpala grad ispod slojeva kompaktnog materijala od lave. Godine 1738., kralj Karlo III. ili Charles od Bourbona, započeo je istraživanja u Portici, Resina, Castellammare di Stabia, a Civita, gdje se vjerovalo da su drevni gradovi Pompeji, Stabiae i Herkulanej bili zakopani ispod. Prva faza iskapanja u Pompejima započela je 1748., što je dovelo do prvih pokušaja konzervacije i restauracije fresaka od trenutka kada su zakopane usljed erupcije Vezuva, a 1764. započela su iskapanja na otvorenom u Pompejima. Pompeji imaju dugu povijest iskopavanja i obnove koja je započela bez jakih temelja ili strategije. Nakon stoljeća kronizma, stalnih financijskih nestašica i restauracije, gradske freske i strukture ostale su u lošem stanju. Godine 1997. Pompeji su dodani na UNESCO-ov popis mjesta svjetske baštine.

## Značajna mjesta

### Vila misterija
Vila misterija jedna je od najbolje očuvanih kuća u Pompejima.

### Vila P. Fanniusa Synistora u Boscorealeu
Vila P. Fanniusa Synistora u Boscorealeu iskopana je 1900. godine, a mnoge su freske skinute sa zidova i prodane na dražbi. Jedan od značajnijih konzervatorsko-restauratorskih projekata dogodio se u Metropolitan Museum of Art u New Yorku, NY, gdje su restaurirali i postavili slike (2002. – 2007.) iz kubikula vile, odnosno spavaće sobe, za novi grčki i Rimske galerije.

### Kuća Vettii
Iskapanje kuće Vettii od 1894. do 1895. koje je proveo Giuseppe Fiorelli dovelo je do politike potpune restauracije i rekonstrukcije (odabranih) kuća i ostavljanja svih nalaza in situ koliko god je to moguće. Kuća Vettii, koja se nalazi u Regio VI u Pompejima, pretrpjela je značajna oštećenja i gubitak svojeg umjetničkog djela četvrtog stila tijekom bombardiranja u Drugom svjetskom ratu.

### Imanje Julije Felice
Kuća Julije Felice, smještena u Regio II u Pompejima, bila je jedna od prvih kuća koje su temeljito istražene i mjesto je na kojem je 1755. odvojena prva kompletna zidna slika tablinuma, koju je vodio kipar Joseph Canart.

## Sastav i materijali

### Pigmenti
Pigmenti koji su prvenstveno korišteni na freskama u Pompejima bili su uglavnom prirodni zemljani pigmenti kao što su:
- Crveni i žuti oker
- Zelena zemlja
- Kalcijev karbonat (kreda)
- Crno proizvedeno od čađe ili drvenog ugljena
- Egipatska plava (umjetni pigment koji se sastoji od mljevene plave staklene frite)
- Jarko crveni cinobarit (otrovni živin sulfid)[5]

### Nanošenje
Pompejanske freske izvedene su u tehnici buon fresco (prave freske), u kojoj su pigmenti naslikani na svježe nanesenu, vlažnu/mokru podlogu od žbuke. Žbuka sadrži tekuće vapno (kalcijev hidroksid). U procesu sušenja, tekuće vapno u žbuci spaja se s bojama i pretvara u karbonat vapna, koji je kemijski ekvivalentan vapnencu ili mramoru. Nakon sušenja i vezivanja, pigmenti se trajno stapaju sa žbukom u čvrstu, postojanu sliku.

## Ispitivanje i analiza fresaka
Nakon što je potres u Irpiniji 1980. izazvao daljnje slabljenje ruševnih zidina Pompeja, pokrenute su sustavne inicijative za procjenu štete. Tim za iskapanja snimio je dokumentarne fotografije, proveo sustavno istraživanje i zabilježio kvalitativne podatke putem sustava računalne obrade. Iz ovih nalaza, Mariette de Vos izračunala je da broj postojećih slika čini samo deset posto onoga što je izvorno pronađeno u ranijim iskapanjima, dok je još deset posto poznato samo kroz crteže i fotografije. Po prvi put, tim je uspio pokazati da su Pompeji doista bili previše iskopani i pružiti sveobuhvatan pogled na to kako, gdje i u kojoj mjeri je konzervacija i restauracija bila potrebna.
S inovativnim napretkom u tehnologiji, konzervatori i arheolozi sada su bili u mogućnosti rekonstruirati navigativne 3-D modele drevnih pompejanskih zgrada i prostorija u kojima su bile freske. Virtualnim modelima i uvođenjem digitalnih arhitektonskih crta virtualno su popunjeni dijelovi fresaka koji nedostaju. Korištenje arhivskih fotografija fresaka iz prošlih iskapanja i rekonstrukcija također je pomoglo u digitalnoj rekonstrukciji slika i omogućilo njihovo digitalno očuvanje za budućnost.
Laseri, ultrazvuk i termalne slike korišteni su za analizu fresaka i njihove razine propadanja. Neinvazivna mjerenja korištena su za istraživanje i mjerenje razine blijeđenja, diskoloracije i promjena u kemijskom sastavu koje su se dogodile u izvornim pigmentima freski, kao što su: VIS (Visible Light) spektroskopija s CIE L*a* b* mjerenja i EDXRF (Energy-Dispersive X-Ray Fluorescence) analize; OM (optička mikroskopija) presjeka i slojeva boje; PLM (polarizirana svjetlosna mikroskopija) uzoraka praha; FTIR/ATR (Fourierova transformacija infracrvene spektroskopije/prigušena potpuna refleksija); i SEM-EDS (Scanning Electron Microscope-Energy Dispersion Spectrometry).
Također su provedena opsežna promatranja posjetitelja i mapiranje kretanja kako bi se analiziralo kako turizam utječe na sigurnost fresaka.

## Uzročnici propadanja

### Fizički
Tijekom početka iskopavanja Pompeja, neiskusni i neobučeni kopači izrezivali su dijelove freske koje bi pronašli bez upotrebe platna i drugih materijala za oblaganje kako bi zaštitili žbuku, što je rezultiralo time da su mnoge freske razbijene u više fragmenata. Scene zidnog slikarstva za koje se smatralo da ih je vrijedno izdvojiti su nakon 1827. donesene u Palazzo degli Studi u Napulju, danas poznatu kao Museo Archeologico Nazionale.
Na freske su utjecale kiša i podzemne vode, koje su uzrokovale štetu od vode i povećanje vlage, što je rezultiralo propadanjem i urušavanjem zidova. Freske su dio otvorenog fizičkog sustava u kojem su u kontaktu sa susjednim strukturama - kao što su zidovi, krovovi i tlo - koje su dinamički uključene u niz kemijskih i fizičkih događaja, kao što je kapilarno kretanje i porast vlage. Katastrofalne fizičke sile kao što su potresi—koji uzrokuju strukturna oštećenja zgrada i pukotine u zidovima od 62. godine —i erupcija vulkana Vezuv pridonijeli su propadanju fresaka. Freske Pompeja bile su oštećene erupcijom Vezuva od vrućine i pada krhotina, koje su izgrebale i olabavile žbuku i boju, a istovremeno su sačuvane vulkanskim pepelom do njihova otkrića. Osim toga, mraz 1816. potpuno je uništio zidne slike u amfiteatru u Ciceronovoj vili na imanju Julije Felice.
Restauratorski napori u kasnom osamnaestom stoljeću rezultirali su slabo poduprtim zidovima i zidanjem koji su se pokazali nedostatnima za zaštitu zidnih slika i pridonijeli su njihovoj brzoj degradaciji. Žbuka je fiksirana teškim metalnim stezaljkama, koje su se postupno odvajale i ostavljale rupe i druga oštećenja, a rubovi slika su namazani običnim mortom koji tek treba zamijeniti.
Masovni turizam koji se dogodio u Pompejima još je jedan čimbenik koji pridonosi propadanju fresaka. Do istrošenosti i lomljenja došlo je zbog ljudi koji su se oslanjali na freske i dodirivali ih, kao i ogrebotina od torbi i drugih predmeta koji su trljali o freske u tijekom gužvi. Vandali su freske također ispisali grafitima. Osim toga, freske u Pompejima su propale zbog lošeg upravljanja, smanjenog unutarnjeg održavanja i nedostatka održivih metoda restauracije i konzervacije.

### Kemijski
Sastavni materijali zidnih slika imaju visoku i otvorenu poroznost. Zbog toga su lako dostupni tekućinama i plinovima uključujući: otopine soli, atmosferske zagađivače, vodenu paru, otopine materijala koji se koriste za konzerviranje itd. Naslage zagađivača i kontaminanata kao što su voskovi i benzin—koji su korišteni u prethodnim pokušajima restauracije kao sredstva za čišćenje—lakovi i prašina uzrokovali su potamnjenje i promjenu boje pigmenata na freskama, a figure zamućene tijekom vremena.
Mnoge su freske bile prekrivene lakom radi zaštite pri izradi, pri čemu su fragmenti najprije isprani vodom, a zatim prekriveni gumiarabikom razrijeđenom aqua regia. Međutim, ta je praksa kasnije prekinuta nakon što je otkriveno da izbjeljuje i oštećuje pigmente, iako je većina fragmenata u Museo Archeologico Nazionale još uvijek prekrivena ljepljivim filmom.
Pokuse s vrućim voskom provodili su stari pompejanski slikari. Slikari su ili pripremali površine otopljenim voskom ili bojali pigmentima u kombinaciji s voskom koji bi se potom užimao u žbuku, što ih je činilo čvrstima i izdržljivima. Ova ista tehnika je iskušana da bi se obnovile freske u kasnom osamnaestom stoljeću. Dok je isprva ovo činilo slike sjajnijim i jasnijim, godine vrućine i vlage te ograničenja normalnog isparavanja za slike na licu mjesta učinile bi vosak bijelim i oštetile oslikane površine. U Museo Archeologico Nazionale, iako nisu patile od istih klimatoloških učinaka, ipak su postale bijele/skore.
Pigmenti korišteni u freskama vrlo su krhke prirode i izblijedjeli su kao rezultat izlaganja UV zrakama, kisiku i okolišu/elementima—posebno onima koji su ostali in situ. Raspadanje žbuke, te podizanje i odvajanje boje također je uzrokovano kristalizacijom topivih soli, poput natrijevog nitrata, u površinskim slojevima freski kao rezultat fluktuirajućih temperatura i vlažnosti te izloženosti atmosferskim zagađivačima.

### Biološki
Invazivna vegetacija poput korijenja, mahovine, korova i trave iznikla je iz pukotina u erodiranim podovima i zidovima prostorija u kojima se nalaze freske.

## Preventivno konzerviranje
Konzervatori i vodstvo rade na boljem razumijevanju trenutne situacije pompejanskih fresaka kako bi se izbjegla daljnja oštećenja i propadanje. Soprintendenza Speciale per i Beni Archeologici di Napoli e Pompei radi na velikoj reorganizaciji i provedbi novih politika i planova održavanja za cijelo nalazište Pompeja.
Pozornost je posvećena neintruzivnom i reverzibilnom ojačanju zidova, konstrukcija i krovova zgrada u kojima se nalaze freske. Date su preporuke za rekonstrukciju građevinske infrastrukture sigurnim i čvrstim materijalima, te lakim, modernim nosačima, za razliku od dosadašnjih teških materijala koji su postavljani u zidove, a koji su uzrokovali značajna oštećenja. Također su dane preporuke za krovne armaturne konstrukcije i druge konzervatorske intervencije koje blokiraju ventilaciju i infiltraciju kiše, te omogućuju regulaciju vlažnosti kako bi se spriječilo ljuštenje žbuke freski sa zidova. Također se izrađuju planovi za izgradnju novih sustava odvodnje i kanalizacije.
Iskapanja Pompeja znatno su smanjena, a postavljene su barikade, ograde i zaključana vrata kako bi se posjetitelji držali podalje od ranjivih područja i zgrada. Odabrane insule također se razmatraju za ponovno ukopavanje kako bi se zaštitile od daljnjeg vegetativnog rasta, vremenskih uvjeta, štete od potresa i vulkanskih erupcija.
Kao otvoreni, reaktivni sustav, freske zahtijevaju više nadzora nakon konzervacije Također se uvodi upotreba visokotehnoloških alata za praćenje. Sklopljen je ugovor s talijanskom tehnološkom i obrambenom tvrtkom Finmeccanica za njihovu donaciju usluga koje se tiču: zaštite umjetničke baštine od propadanja, onečišćenja, hidrogeoloških i seizmičkih rizika; učinkovitost, održivost i sigurnost prostora namijenjenih kulturi; te dostupnost i plodnost umjetničke baštine.
Projekt uključuje uslugu interferometrijskog nadzora koja pruža podatke o pomacima/kretanju tla i zgrada u Pompejima, a dolazi opremljena radarskim senzorima koji snimaju dnevne i noćne slike. Finmeccanica je također pružila uslugu daljinskog očitavanja sa zemlje koja koristi hiperspektralne uređaje za snimanje za dobivanje slika i spektralnih potpisa različitih materijala i kemijskih komponenti prisutnih u područjima koja su identificirana kao kritična.

## Suvremene tehnike i metode konzervatorskog tretmana
Ulažu se napori da se stabilizira kemijska i biološka degradacija fresaka i izvrši dugotrajna restauracija. U holističkom pristupu očuvanju, rješavaju se uzroci propadanja dok se povećava sposobnost mjesta da spriječi ili uspori buduće propadanje. Uvodi se rutinsko čišćenje svih prethodno obnovljenih radova i stalna praksa održavanja.
Konzervatori i restauratori pedantno skidaju slojeve parafina, prljavštine i laka vatom koje su restauratori nanosili između 1930-ih i 1970-ih kako bi spriječili pucanje i ljuštenje boja. Laserski alati koriste se za topljenje voska i naslaga benzina dok boja ostaje netaknuta. Ostali konzervatorski tretmani uključuju konsolidaciju krhke žbuke i slojeva boje, uklanjanje neadekvatnih gubitaka u slikanju i poboljšanje starih ispuna koje su korištene cementom.

## Veliki Projekt Pompeja (Grande Progetto Pompei)
Veliki Projekt Pompeja (GPP) je projekt vrijedan 105 milijuna eura koji financiraju EU i talijanska vlada, a započeo je 2012. godine. Projekt predlaže planove za početak hitnih radova na očuvanju, održavanju i restauraciji Pompeja. Područja intervencije projekta uključuju:
- Istraživanje, istraživanje i dijagnosticiranje kritičnih strukturnih i restauracijskih problema za sve inzule
- Istraživanja vezana uz zahvate za smanjenje hidrogeološkog rizika
- Mjere sigurnosti i zaštite, arhitektonska restauracija i dekorativna restauracija
- Korištenje i poboljšanje usluga i komunikacije
- Tehnološko jačanje i izgradnja kapaciteta[14]

## Vanjske poveznice
- https://web.archive.org/web/20150515131825/http://www.pompeiisites.org/index.jsp?idProgetto=2
- http://www.oplontisproject.org/  Arhivirana inačica izvorne stranice od 10. lipnja 2023. (Wayback Machine)